# Oberea longissima
Oberea longissima là một loài bọ cánh cứng trong họ Cerambycidae.